# 訃報 1989年9月
訃報 1989年9月（ふほう 1989ねん9がつ）では、1989年（平成元年）9月中に物故した、又は物故が報じられた人物についてまとめる。

## （1日 - 15日）

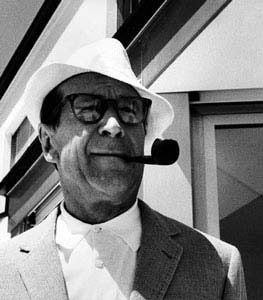
ジョルジュ・シムノン／9月4日没

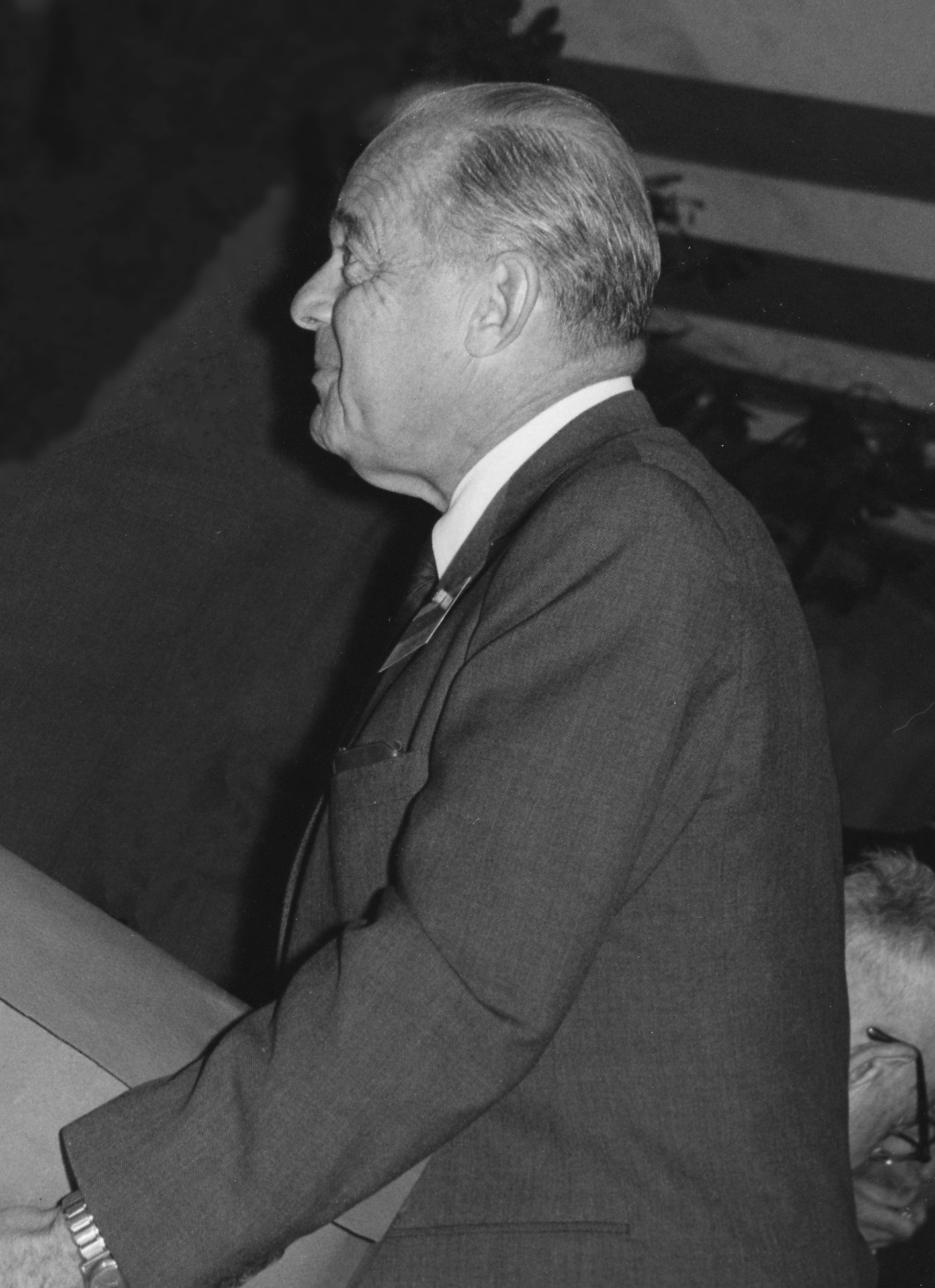
ポール・ワイス／9月8日没

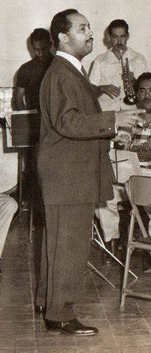
ペレス・プラード／9月14日没

- 9月1日 - A・バートレット・ジアマッティ、7代目MLBコミッショナー（* 1938年）
- 9月4日 - ジョルジュ・シムノン、推理作家（* 1903年）
- 9月5日 - 入江徳郎、ジャーナリスト・ニュースキャスター（* 1913年）
- 9月6日 - 園田喜則、プロ野球選手 （* 1948年）
- 9月7日 - 清水良策、内務官僚・実業家（* 1893年）
- 9月7日 - ミハイル・ゴルトシュタイン、ヴァイオリニスト・作曲家（* 1917年）
- 9月8日 - ポール・ワイス、生物学者（* 1898年）
- 9月9日 - 井上幸治、歴史学者（* 1910年）
- 9月11日 - 楯兼次郎、政治家（* 1913年）
- 9月14日 - ペレス・プラード、バンドリーダー、指揮者、ピアニスト（* 1916年）
- 9月14日 - 伊沢修、元プロ野球選手（* 1932年）

## （16日 - 30日）

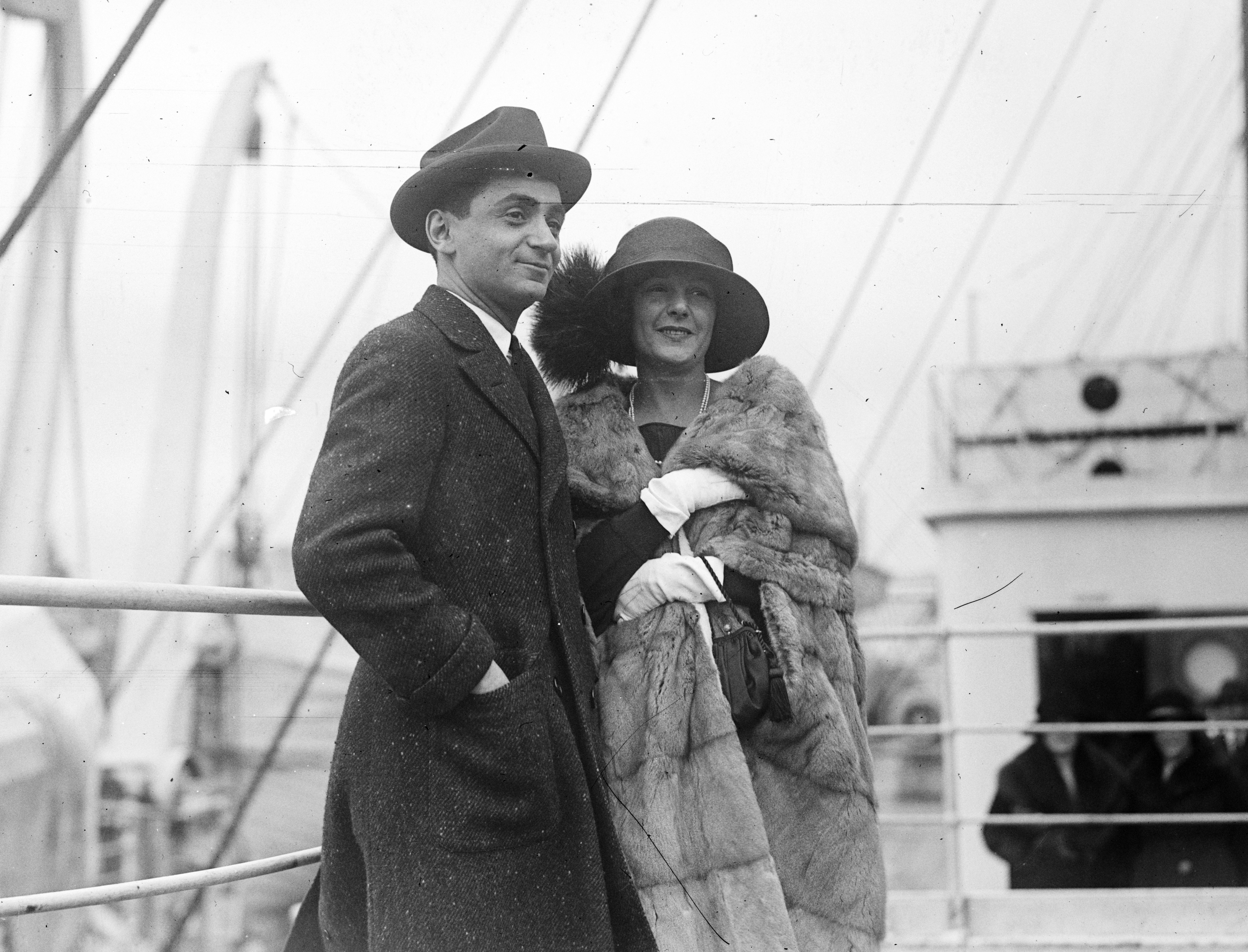
アーヴィング・バーリン（左）／9月22日没

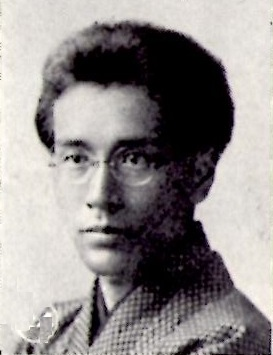
谷川徹三／9月27日没

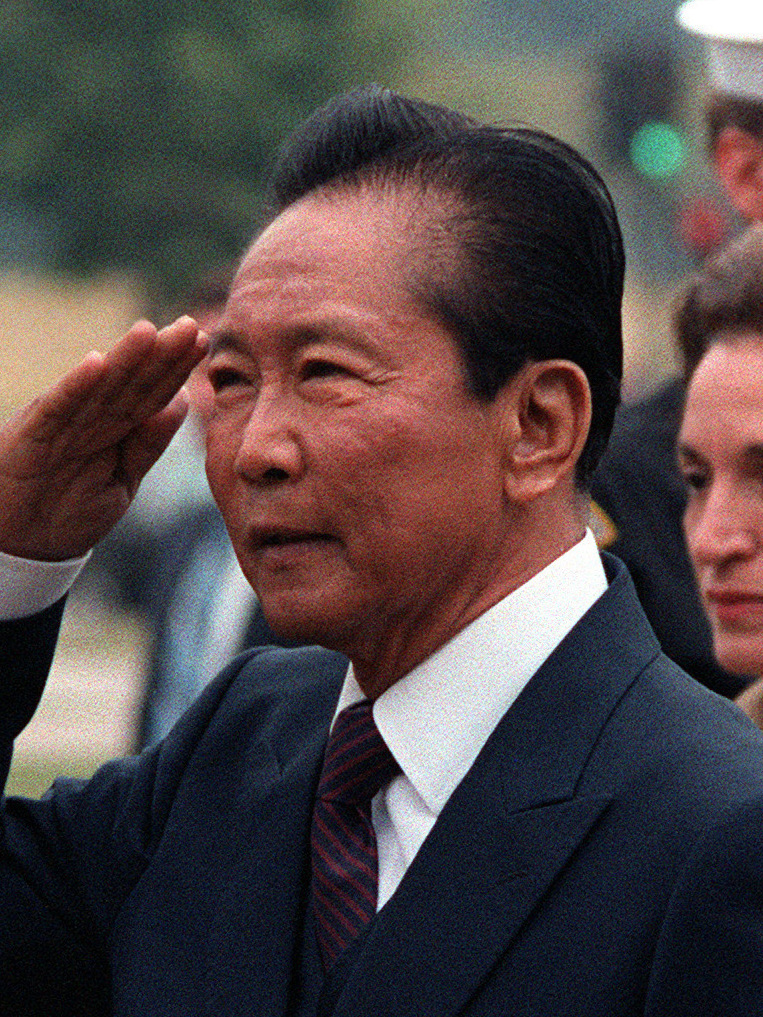
フェルディナンド・マルコス／9月28日没

- 9月20日 - 大橋史典、俳優、彫刻家（* 1915年）
- 9月22日 - アーヴィング・バーリン、作曲家（* 1888年）
- 9月22日 - 前川春雄、第24代日本銀行総裁（* 1911年）
- 9月22日 - 岡崎嘉平太、実業家（* 1897年）
- 9月27日 - 谷川徹三、哲学者（* 1895年）
- 9月28日 - フェルディナンド・マルコス、元フィリピン大統領（* 1917年）